# Стегна (гмина)
Стегна (пол. Stegna) — сельская гмина (волость) в Польше, входит как административная единица в Новодвурский повет, Поморское воеводство. Население — 9531 человек (на 2004 год).

## Демография
| Перепись                       | Всего   | Всего | Женщины | Женщины | Мужчины | Мужчины |
| ------------------------------ | ------- | ----- | ------- | ------- | ------- | ------- |
| Единицы                        | человек | %     | человек | %       | человек | %       |
| Население                      | 9531    | 100   | 4786    | 50,2    | 4745    | 49,8    |
| Плотность населения (чел./км²) | 56,2    | 56,2  | 28,2    | 28,2    | 28      | 28      |

## Соседние гмины
1. Гмина Цедры-Вельке
2. Гданьск
3. Гмина Новы-Двур-Гданьски
4. Гмина Осташево
5. Гмина Штутово